# Albino Slug
Albino Slug är det tjugofjärde studioalbumet av gitarristen Buckethead. Det är också det femte albumet som bara har sålts på turné. Albumet är nu tillgängligt för betalning online genom TDRS Music. Tillkännagivande av detta album kom med bekräftelsen av två andra album som kännetecknar Buckethead, The Dragons of Eden och Bolt on Neck av Frankenstein Brothers ( består av Buckethead och That 1 Guy).

## Låtlista
| Nr           | Titel                 | Längd         |
| ------------ | --------------------- | ------------- |
| 1.           | The Redeem Team       | 5:01          |
| 2.           | Siege Engine          | 8:12          |
| 3.           | Pink Eye              | 3:24          |
| 4.           | Dawn at the Deuce     | 4:17          |
| 5.           | Flee Flicker          | 2:34          |
| 6.           | Symmetrical Slug      | 2:50          |
| 7.           | The Bight of Benin    | 1:36          |
| 8.           | Fear of Salt          | 2:56          |
| 9.           | Spooner Arks          | 2:43          |
| 10.          | Electric Bell Blanket | 0:54          |
| 11.          | Tide Pools            | 2:44          |
| 12.          | Shell Substitutions   | 1:51          |
| 13.          | Forgotten Trail       | 1:07 / 8:07   |
| Total längd: | Total längd:          | 40:09 / 47:09 |

## Trivial
- Trummorna i spåret från låten "The Redeem Team" används i låten "Broken Mirror" från albumet A Real Diamond in the Rough 2009.

## Medverkande i albumet
- Buckethead - gitarr och singeldekoration
- Dan "Brewer" Monti - programmering och produktion
- Travis Dickerson - förhöjd gitarrinspelning & grafikdesign